# Skontorp Rock
Skontorp Rock är en klippa i Sydgeorgien och Sydsandwichöarna (Storbritannien). Den ligger i den nordvästra delen av Sydgeorgien och Sydsandwichöarna.
Terrängen runt Skontorp Rock är varierad. Havet är nära Skontorp Rock åt sydväst.  Det finns inga samhällen i närheten. 